# Schiaparelli (krater marsjański)
Schiaparelli – krater na powierzchni Marsa o średnicy 458,52 km, położony na 2,75° szerokości południowej i 343,23° długości zachodniej (♂ 2,75°S 343,23°W/-2,750000 -343,230000). Decyzją Międzynarodowej Unii Astronomicznej w 1973 roku został nazwany od włoskiego astronoma Giovanniego Schiaparelliego (1835-1910), badacza Marsa.
Wnętrze krateru Schiaparelli ukształtowały różne procesy geologiczne. Na jego wygląd miał wpływ spadek fragmentów powierzchni wyrzuconych w trakcie uderzenia ciała niebieskiego w powierzchnię planety, jak również wypływy lawy oraz wodne osady. Ślady działalności wody są widoczne na dnie krateru właśnie w postaci ciemnych osadów, podobnych do osadów pozostałych po ziemskich jeziorach, z których wyparowała woda.